# Perds pas tes Dollars !
Pour plus de détails, voir Fiche technique et Distribution.
Perds pas tes Dollars ! (The Perfect Clown) est un film américain réalisé par Fred C. Newmeyer et sorti en 1925.

## Synopsis
Un commis, amoureux de la secrétaire du patron, se voit remettre 10 000 $ à déposer à la banque, mais la banque est fermée pour la nuit, alors il essaie de se rendre à la maison du président de la banque avec l'argent.

## Fiche technique
- Titre original : The Perfect Clown[1].
- Réalisation : Fred C. Newmeyer
- Scénario : Thomas J. Crizer, Charlie Saxton
- Photographie : George Baker, Nicholas T. Barrows
- Production : Chadwick Pictures Corporation[2]
- Distributeur : Chadwick Pictures
- Durée : 50 minutes
- Date de sortie : 15 décembre 1925

## Distribution
- Larry Semon : Bert Larry
- Kate Price : Mrs. Sally Mulligan
- Dorothy Dwan : The Girl
- Joan Meredith : Her Chum
- Otis Harlan : The Boss
- Spencer Bell : Snowflake
- Oliver Hardy : Babe Mulligan
- Frank Alexander : Tiny Tott
- Sam Allen
- Paul Fix : Bellhop
- Alice Fletcher
- Stuart Holmes
- Tiny Sandford : un policier